# Кастиљоне д'Отранто
Кастиљоне д'Отранто (итал. Castiglione d'Otranto) је насеље у Италији у округу Лече, региону Апулија.
Према процени из 2011. у насељу је живело 1228 становника. Насеље се налази на надморској висини од 116 м.